# Aline Rotter-Focken
Aline Rotter-Focken, född 10 maj 1991, är en tysk brottare som tävlar i fristil.
Rotter-Focken tävlade för Tyskland vid olympiska sommarspelen 2016 i Rio de Janeiro, där hon blev utslagen i kvartsfinalen i 69 kg-klassen.
Vid olympiska sommarspelen 2020 i Tokyo tog Rotter-Focken guld i 76 kg-klassen.